# خاطرات آدرال
خاطرات آدرال (انگلیسی: The Adderall Diaries) یک فیلم در ژانر مهیج، جنایی، و درام است که در سال ۲۰۱۵ منتشر شد.

## بازیگران
- اد هریس
- جیمز فرانکو
- کریستین اسلیتر
- امبر هرد
- سینتیا نیکسون
- ویلمر والدراما
- جیم پرک
- کاسپر آندریاس
- تیموتی شالامی
- دانیل فلاهرتی